# Angelo Guatta

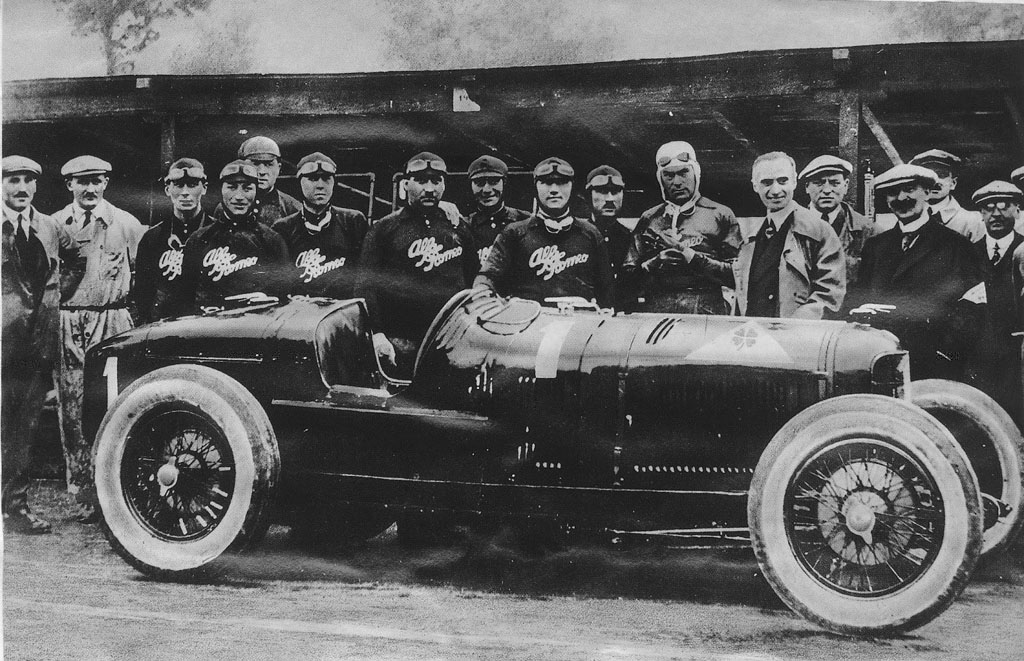
Angelo Guatta (vierter von links) mit den Mitgliedern des Alfa-Romeo-Rennteams 1924

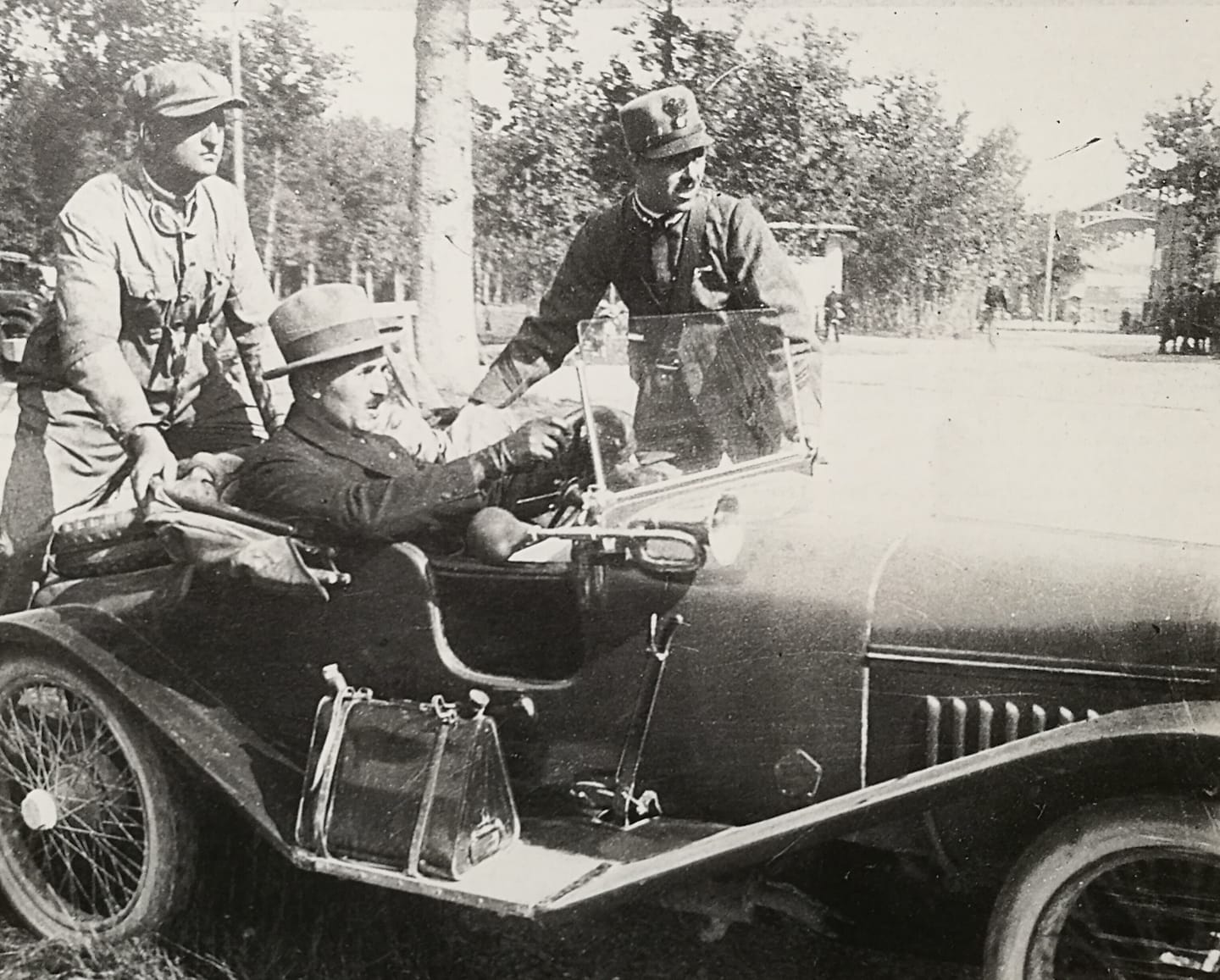
Der verletzte Angelo Guatta (verdeckt am Beifahrersitz) nach dem Unfall in Monza 1923 auf dem Weg ins Krankenhaus. Auf der hinteren Stoßstange steht Enzo Ferrari

Angelo Guatta (* 5. August 1907 in Hudson; † 9. Oktober 1993 ebenda) war ein italienischer Autorennfahrer.

## Beifahrender Mechaniker
Angelo Guatta kam in einer Kleinstadt im US-amerikanischen New Jersey zur Welt, wo er 1993 im Alter von 86 Jahren auch starb. Während des Ersten Weltkriegs kam er mit seinen Eltern nach Italien, wo er bei Alfa Romeo in Mailand eine Lehre als Kfz-Mechaniker begann. Als 16-Jähriger stieg er 1923 zum beifahrenden Mechaniker von Ugo Sivocci auf und gewann mit ihm die Targa Florio.
Guatta war auch Beifahrer von Sivocci als dieser seinen tödlichen Unfall auf dem Autodromo Nazionale di Monza hatte. Sivocci testete am Vortag des Großen Preises von Italien 1923 einen Alfa Romeo P1 und kam damit in der Curva del Vialone (die heutige Variante Ascari) von der Strecke ab. Der Wagen überschlug sich mehrmals und blieb mit Rädern nach oben neben der Rennbahn liegen. Während Sivocci starb, überlebte Guatta mit schweren Kopfverletzungen.

## Karriere als Rennfahrer
Nach langer Rekonvaleszenz kehrte Guatta 1928, jetzt als Fahrer, in den Motorsport zurück. Auf einem Alfa Romeo 6C 1500 Sport Spider Zagato erreichte er bei der Mille Miglia den fünften Gesamtrang und im Jahr darauf gemeinsam mit Franco Cortese den Neunten. Siebenmal ging er beim 1000-Meilen-Rennen an den Start, wo er sich bis auf eine Ausnahme immer im Spitzenfeld klassieren konnte. Beste Platzierung war der vierte Gesamtrang 1935, mit dem Schweizer Hans Ruesch im Alfa Romeo 8C 2300 Monza 2.6. Die einzige Teilnahme beim 24-Stunden-Rennen von Le Mans endete 1932 mit dem Ausfall nach einem Unfall.

## Statistik

### Le-Mans-Ergebnisse
| Jahr | Team              | Fahrzeug           | Teamkollege      | Platzierung | Ausfallgrund |
| ---- | ----------------- | ------------------ | ---------------- | ----------- | ------------ |
| 1932 | Prince Djordjadze | Alfa Romeo 8C 2300 | Attilio Marinoni | Ausfall     | Unfall       |